# Žofie Marie Josefa z Lichtenštejna
Žofie Marie Josefa z Lichtenštejna, známá jako hraběnka Esterházyová (německy celým jménem Sophie Maria Josepha Prinzessin von und zu Liechtenstein, Gräfin Esterházy von Galántha; 5. září 1798 Vídeň – 17. června 1869 tamtéž) byla rakouská a uherská šlechtična, princezna z Lichtenštejna, provdaná hraběnka Esterházyová z Galanty. Byla nejvyšší hofmistryní a dvorní dámou rakouské císařovny Alžběty.

## Život
Narodila se jako druhá dcera a třetí dítě rakouského polního maršála, knížete Jana Josefa z Lichtenštejna a jeho manželky Josefy Žofie z Fürstenbergu.
Žofie Marie byla dvorní dámou a blízkou důvěrnicí rakouské arcivévodkyně Žofie, matky císaře Františka Josefa I. Arcivévodkyně Žofie si ji také vybrala na pozici nejvyšší hofmistryně, takzvané „první dámy společnosti“ své snachy, císařovny Alžběty.
S mladou Sisi se Žofie Marie poprvé setkala v srpnu 1853, když jí v Bad Ischlu blahopřála k zasnoubení s Františkem Josefem. V dubnu 1854 se stala hlavní dvorní dámou Alžběty. Nejvyšší hofmistryní se stala když jí bylo téměř 56 let a převzala faktickou roli guvernantky císařovny Alžběty. V červnu 1854 doprovázela císařský pár také na jejich první zahraniční cestě do Čech a na Moravu. V zimě roku 1860 jí císařovna Alžběta oznámila, že ji na její cestě na Madeiru nebude doprovázet a že ji bude zastupovat jiná dvorní dáma, mladá Matylda z Windisch-Grätze (1835-1907).
Byla vnímána jako „přehnaně morální, rigidní a ceremoniální žena“, známá svými extrémně konzervativními postoji.
Žofie Marie Josefa z Lichtenštejna-Esterházy zemřela ve Vídni v červnu 1869 a byla pohřbena v rodinné hrobce Lichtenštejnů ve Vranově. Jejího pohřbu ve Vranově se zúčastnil i císařský pár.

### Manželství
V roce 1817 se provdala za císařského komorníka a generálmajora, hraběte Vincence Esterházyho z Galanty (1787–1835). Manželství však zůstalo bezdětné.